# D-01G
ドコモ タブレット dtab d-01g（ドコモ タブレット ディータブ ディー01ジー）は、華為技術（ファーウェイ）によって開発された、NTTドコモのWi-Fi通信専用端末である。ドコモ タブレットのひとつ。
dtabの後継機種である。

## 概要
製造はファーウェイが担当しているが、ドコモブランドとして提供されるタブレットである。